# 熊 (戯曲)
『熊』（くま、露：Медведь）は、ロシアの劇作家アントン・チェーホフによる戯曲。全一幕の喜劇。1888年に執筆され同年10月28日にモスクワのコルシ劇場で初演。

## 登場人物
人名は訳者により表記ゆれがある。
- エレーナ・イワーノヴナ・ポポーワ（Елена Ивановна Попова） - 若い地主。未亡人。両側の頬にあるえくぼが特徴。
- グリゴーリー・ステパノヴィチ・スミルノフ（Григорий Степанович Смирнов） - 中年の地主。
- ルカー（Лука） - ポポーワ家に仕える召使の老人。

## あらすじ
7か月前に夫を亡くしたポポーワは喪服を着たまま家の中に籠り続けており、ルカーが外に出るよう促しても聞く耳を持とうとしない。馬車馬のトビーかヴェリカンを連れて出かけてはとルカーが進言すると、ポポーワは生前の夫がトビーを可愛がっていたことを思い出して号泣し、トビーに飼料のエンバクを多めにやるよう申しつける。ここで家の呼び鈴が鳴り、ルカーは玄関に向かう。
戻ってきたルカーは来客がポポーワに大事な話があることを告げるが、ポポーワは誰とも会いたくないと拒絶する。しかし直後に客のスミルノフが部屋の中に入り、挨拶もそこそこに用件を語る。その内容は、スミルノフがポポーワの亡夫に1200ルーブルを貸しており、明日に農業銀行へ利子を支払う必要があるため今日中に返済してほしいというものだった。ポポーワは、現在持ち合わせがないため明後日に執事が町から帰ってきた際に支払うと応じるが、スミルノフは今日中でなければ駄目だと譲らない。こうして始まった平行線の議論は次第に互いの男性観と女性観を激しくぶつけ合う展開となり、ついにはポポーワがスミルノフに向けて粗暴な熊と言い放つ。この侮辱に逆上したスミルノフはピストルでの決闘を申し込み、ポポーワは脳天に一発見舞うと啖呵を切って夫のピストルを取りに行く。ここでスミルノフは直前のポポーワの言葉を思い出すと、その勝気さに急激に惹かれ始め、抱えていた怒りの感情が恋心へと変化する。

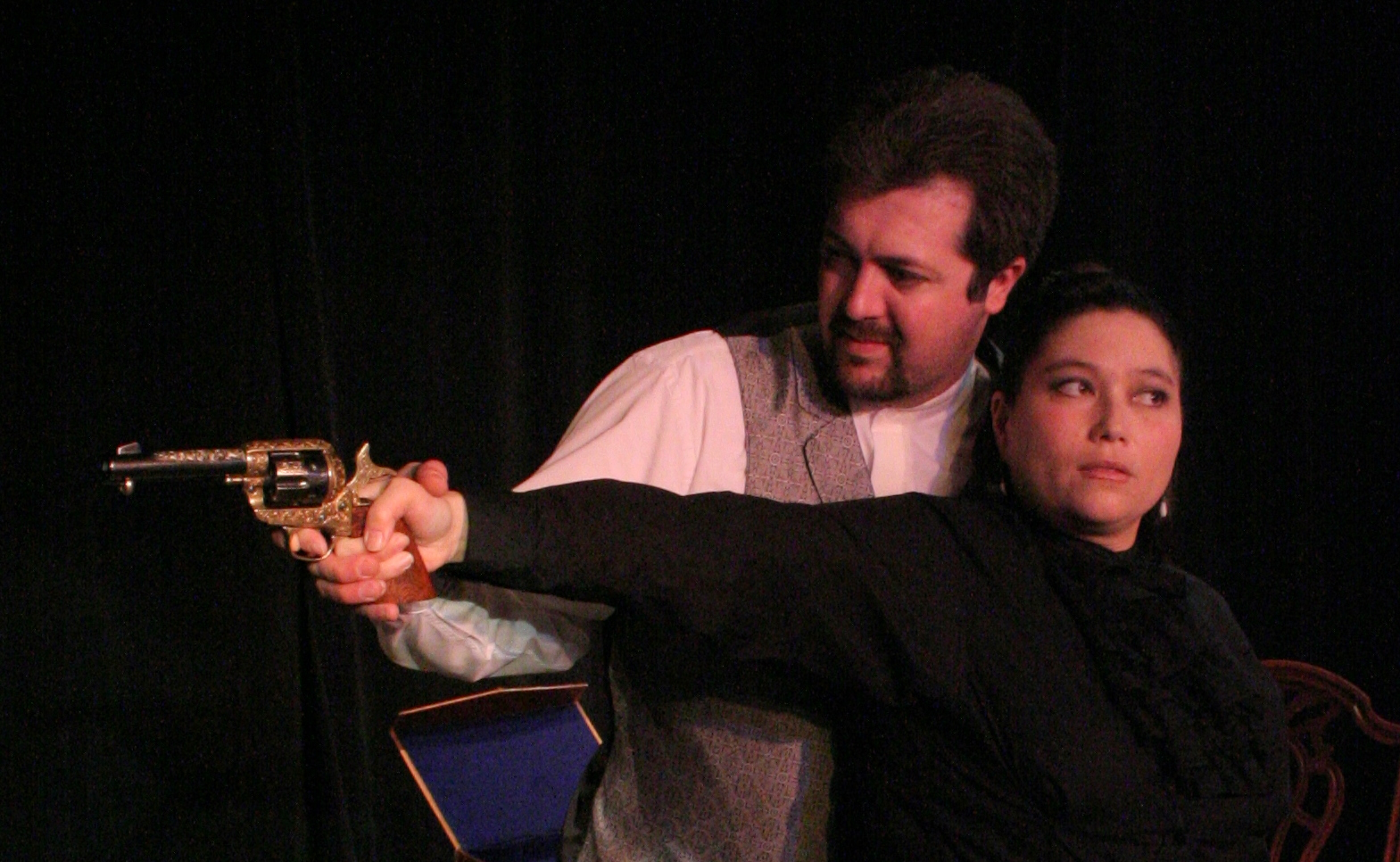
上演風景（2009年）

一方、怒りが収まらないポポーワはピストルを持って戻ってくるが、これまでピストルを扱ったことがないので撃ち方を教えてほしいとスミルノフに頼む。スミルノフはポポーワに魅了されつつ丁寧に説明を行い、撃ち方を心得たポポーワは庭へ出て決闘を始めようと呼びかける。これに対しスミルノフは空へ向けて撃つと宣言し、理由を尋ねるポポーワに愛の告白をする。ポポーワはその言葉を撥ね付けて決闘に前のめりになるが、スミルノフはなおも告白を続ける。しかし、結果に手ごたえがないと感じたスミルノフは諦めて扉のほうへ足早に向かう。するとポポーワはスミルノフを呼び止めるが、声に応じると態度を硬化させ部屋から出ていくよう突き放す。これを受けスミルノフが別れを告げるとポポーワは再び呼び止め、直後にあわてて否定する。こうした煮え切らない態度を繰り返すポポーワに対し、スミルノフは近づいて腰を抱き接吻する。
ルカーや他の使用人たちは、二人の接吻の様子を見てあっけにとられる。ポポーワは伏し目がちにルカーのほうを向き、トビーにエンバクをやる必要はないと伝える。

## 日本語訳書

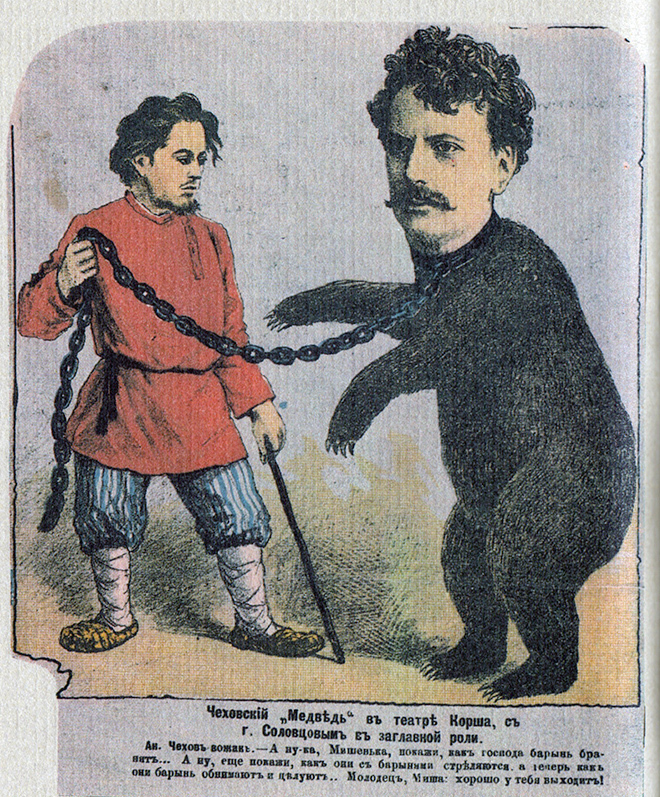
ロシアの文芸誌「オスコルキ」に掲載された『熊』に関するイラスト（1889年）。熊の頭部がチェーホフになっている。

- 米川正夫訳『チェーホフ戯曲全集 上巻』（岩波書店、1926年9月）
- 小山内薫訳『世界戯曲全集 第二十四巻 露西亜篇2 露西亜近代劇集』（近代社、1928年）
- 花井修三郎訳『袖珍世界文学叢書5 チエホフ集』（中央出版社、1928年3月）
- 高倉輝訳『近代劇全集 第28巻 露西亜篇』（第一書房、1929年）
- 文芸社編輯部訳『世界文芸叢書11 熊と犬』（文芸社、1929年）
- 神西清訳『チェーホフ一幕物全集』（岩波文庫、1939年2月）
- 米川正夫訳『チェーホフ選集 第5巻』（小山書店、1950年）
- 中村白葉訳『桜の園・熊』（新潮文庫、1952年）
- タカクラテル訳『タカクラ・テル名作選 チェホフ戯曲集』（理論社、1953年）
- 米川正夫訳『チェーホフ一幕物全集』（岩波文庫、1958年、ISBN 4003262301）
- 中村白葉訳『ロシア文学全集 第21巻 チェーホフ2』（修道社、1958年5月）
- 野崎韶夫訳『結婚申込み・熊』（大学書林語学文庫、1960年1月、ISBN 9784475021647）
- 神西清、池田健太郎、原卓也共訳『チェーホフ全集 11』（中央公論社、1960年）
- 中村白葉訳『大草原』（日本ブッククラブ、1971年）
- 松下裕訳『チェーホフ全集 11』（筑摩書房、1988年6月24日、ISBN 4480789111）
- 松下裕訳『チェーホフ全集 10』（ちくま文庫、1994年5月24日、ISBN 4480028102）
- 松下裕訳『チェーホフ戯曲選』（水声社、2004年8月1日、ISBN 9784891765293）
- 牧原純、福田善之共訳『結婚、結婚、結婚！ 熊・結婚申込・結婚披露宴 1幕戯曲選』（群像社、2006年12月、ISBN 9784903619019）
- 浦雅春訳『桜の園/プロポーズ/熊』（光文社古典新訳文庫、2012年1月13日、ISBN 9784334752590）

## 備考
- 1935年、ロシアの演出家フセヴォロド・メイエルホリドは本作とチェーホフの他の戯曲『結婚申込』『創立記念日（英語版）』を組み合わせた3幕の劇『33 Swoons』を制作した[2]。
- 1938年、ソビエト連邦で本作を原作とするイジドール・アンネンスキー（英語版）監督の映画『Medved（ロシア語版）』が上映された[3]。
- 1950年10月12日、アメリカのCBSのテレビドラマシリーズ『The Nash Airflyte Theater（英語版）』のうちの一編として本作を原作とする作品「The Boor」が放送された[4]。
- 1959年、日本の文化放送において本作品を翻案したラジオドラマ『果し合い』が放送された[5]。
- 1979年に初演されたディック・ヴォスバーグ（英語版）脚本のミュージカル作品『A Day in Hollywood / A Night in the Ukraine（英語版）』の第2幕の筋書きは本作の内容をベースにしている[6]。